# Pôtor
Pôtor é um município da Eslováquia, situado no distrito de Veľký Krtíš, na região de Banská Bystrica. Tem 19,28 km² de área e sua população em 2018 foi estimada em 775 habitantes.

## Demografia
| Ano:        | 1994 | 2004   | 2014   | 2024   |
| ----------- | ---- | ------ | ------ | ------ |
| Broj ljudi: | 778  | 834    | 821    | 747    |
| Razlika:    |      | +7,19% | -1,55% | -9,01% |

| Ano:               | 2023 | 2024   |
| ------------------ | ---- | ------ |
| Número de pessoas: | 752  | 747    |
| Diferença:         |      | -0,66% |